# Высшая регбийная лига (Россия)
Национальная регбийная лига чемпионата России по регби — второй полупрофессиональный дивизион в структуре чемпионата России по регби-15. Турнир проводится Федерацией регби России. Команды, занявшие первое и второе места, получают право в следующем сезоне выступать в Премьер-лиге. До 1997 года Высшей лигой назывался первый дивизион чемпионата России, ставший Суперлигой.

## Формат турнира
Схема проведения турнира неоднократно менялась. С 2015 года чемпионат проводится в два этапа. На первом этапе три группы по четыре команды играют два круга с разъездами. Команды, занявшие первые места в группах, в финальном турнире определяют победителя чемпионата.
В начале 2023-го Федерация регби России приняла решение реформировать второй дивизион. Вместо распределения по дивизионам состоялся полноценный чемпионат в один круг с Финалом четырёх в конце. 

## Участники Высшей лиги

### Сезон-2025/26
| «Высшая Лига»            | «Высшая Лига»   |
| ------------------------ | --------------- |
| Клуб                     | Город           |
| Балтийский шторм         | Калининград     |
| Богатыри                 | Краснодар       |
| Таганий Рог              | Таганрог        |
| Казань                   | Казань          |
| Ротор                    | Волгоград       |
| Сборная Санкт-Петербурга | Санкт-Петербург |
| Спартак                  | Москва          |
| Фили                     | Москва          |
| ЦСКА                     | Москва          |

### Сезон-2023/24
| «Высшая Лига»            | «Высшая Лига»   |
| Клуб                     | Город           |
| ------------------------ | --------------- |
| Балтийский шторм         | Калининград     |
| Богатыри                 | Краснодар       |
| Витязь                   | Пермь           |
| Таганий Рог              | Таганрог        |
| Казань                   | Казань          |
| Ротор                    | Волгоград       |
| Сборная Санкт-Петербурга | Санкт-Петербург |
| Спартак                  | Москва          |
| Фили                     | Москва          |
| ЦСКА                     | Москва          |

### Сезон-2022/23
| Дивизион «Юг»    | Дивизион «Юг» | Дивизион «Центр»         | Дивизион «Центр» | Дивизион «Поволжье» | Дивизион «Поволжье» |
| Клуб             | Город         | Клуб                     | Город            | Клуб                | Город               |
| ---------------- | ------------- | ------------------------ | ---------------- | ------------------- | ------------------- |
| Богатыри         | Краснодар     | Спартак                  | Москва           | Энергия             | Казань              |
| Градъ Петровъ    | Таганрог      | Сборная Санкт-Петербурга | Санкт-Петербург  | Витязь              | Пермь               |
| Ротор            | Волгоград     | Фили                     | Москва           | Самара              | Самара              |
| Сборная Марий Эл | Йошкар-Ола    |                          |                  | Казань              | Казань              |

### Сезон-2021/22
| Дивизион «Юг» | Дивизион «Юг» | Дивизион «Северо-Запад» | Дивизион «Северо-Запад» | Дивизион «Поволжье» | Дивизион «Поволжье» |
| Клуб          | Город         | Клуб                    | Город                   | Клуб                | Город               |
| ------------- | ------------- | ----------------------- | ----------------------- | ------------------- | ------------------- |
| Богатыри      | Краснодар     | ЛТА                     | Санкт-Петербург         | Энергия             | Казань              |
| Нарт          | Нальчик       | Кировец                 | Санкт-Петербург         | Витязь              | Пермь               |
| Ротор         | Волгоград     | Нарвская застава        | Санкт-Петербург         | Самара              | Самара              |
|               |               |                         |                         | Красный Город       | Йошкар-Ола          |
|               |               |                         |                         | Химик               | Дзержинск           |

### Сезон-2020/21
| Дивизион «Киселева» (Юг) | Дивизион «Киселева» (Юг) | Дивизион «Гаврилова» (Центр) | Дивизион «Гаврилова» (Центр) | Дивизион «Боброва» (Поволжье) | Дивизион «Боброва» (Поволжье) | Дивизион «Николаева» (Сибирь) | Дивизион «Николаева» (Сибирь) |
| Клуб                     | Город                    | Клуб                         | Город                        | Клуб                          | Город                         | Клуб                          | Город                         |
| ------------------------ | ------------------------ | ---------------------------- | ---------------------------- | ----------------------------- | ----------------------------- | ----------------------------- | ----------------------------- |
| Богатыри                 | Краснодар                | Зеленоград                   | Москва                       | Энергия                       | Казань                        | Енисей-СТМ-2                  | Красноярск                    |
| Нарт                     | Нальчик                  | Динамо                       | Москва                       | Витязь                        | Пермь                         | Красный Яр-2                  | Красноярск                    |
| Ротор                    | Волгоград                | Торпедо                      | Москва                       | Самара                        | Самара                        | Металлург-2                   | Новокузнецк                   |
|                          |                          | Нарвская застава             | Санкт-Петербург              | Красный Город                 | Йошкар-Ола                    | Владивостокские тигры         | Владивосток                   |
|                          |                          |                              |                              | Химик                         | Дзержинск                     | Университет                   | Чита                          |

## Победители
| Сезон   | Клуб                     | Город           |
| ------- | ------------------------ | --------------- |
| 1997    | Вест-Звезда              | Калининград     |
| 1998    | Нарвская Застава         | Санкт-Петербург |
| 1999    | не проводился            | не проводился   |
| 2000    | не проводился            | не проводился   |
| 2001    | Слава                    | Москва          |
| 2002    | ???                      | ???             |
| 2003    | Марьино                  | Москва          |
| 2004    | ???                      | ???             |
| 2005    | МГУС                     | Москва          |
| 2006    | Сибирь                   | Красноярск      |
| 2007    | Пенза                    | Пенза           |
| 2008    | Слава-Зенит              | Москва          |
| 2009    | Спартак-ГМ               | Москва          |
| 2010    | Марьино                  | Москва          |
| 2011    | Агроуниверситет          | Казань          |
| 2012    | Кубань                   | Краснодар       |
| 2013    | Империя                  | Пенза           |
| 2014    | Зеленоград               | Москва          |
| 2015    | Динамо-Энергия           | Казань          |
| 2018    | Зеленоград               | Москва          |
| 2019    | ЦСКА                     | Москва          |
| 2020/21 | Динамо (Москва)          | Москва          |
| 2021/22 | Богатыри                 | Краснодар       |
| 2022/23 | Сборная Санкт-Петербурга | Санкт-Петербург |
| 2023/24 | Балтийский шторм         | Калининград     |